# Província de Frosinone
La província de Frosinone  és una província que forma part de la regió del Laci dins d'Itàlia. La seva capital és Frosinone.
Limita al nord amb els Abruços (província de L'Aquila), a l'est amb el Molise (província d'Isernia), al sud-est amb la Campània (província de Caserta), al sud amb la província de Latina i el nord-oest amb la ciutat metropolitana de Roma capital.
Té una àrea de 3.247,088 km², i una població total de 493.605 hab. (2016). Hi ha 91 municipis a la província.
Fou creada el 1926 amb territoris que prèviament pertanyien al Laci i a la Campània.